# Belforte Monferrato
Belforte Monferrato és un municipi situat al territori de la província d'Alessandria, a la regió del Piemont, (Itàlia).
Belforte Monferrato limita amb els municipis d'Ovada, Rossiglione i Tagliolo Monferrato.

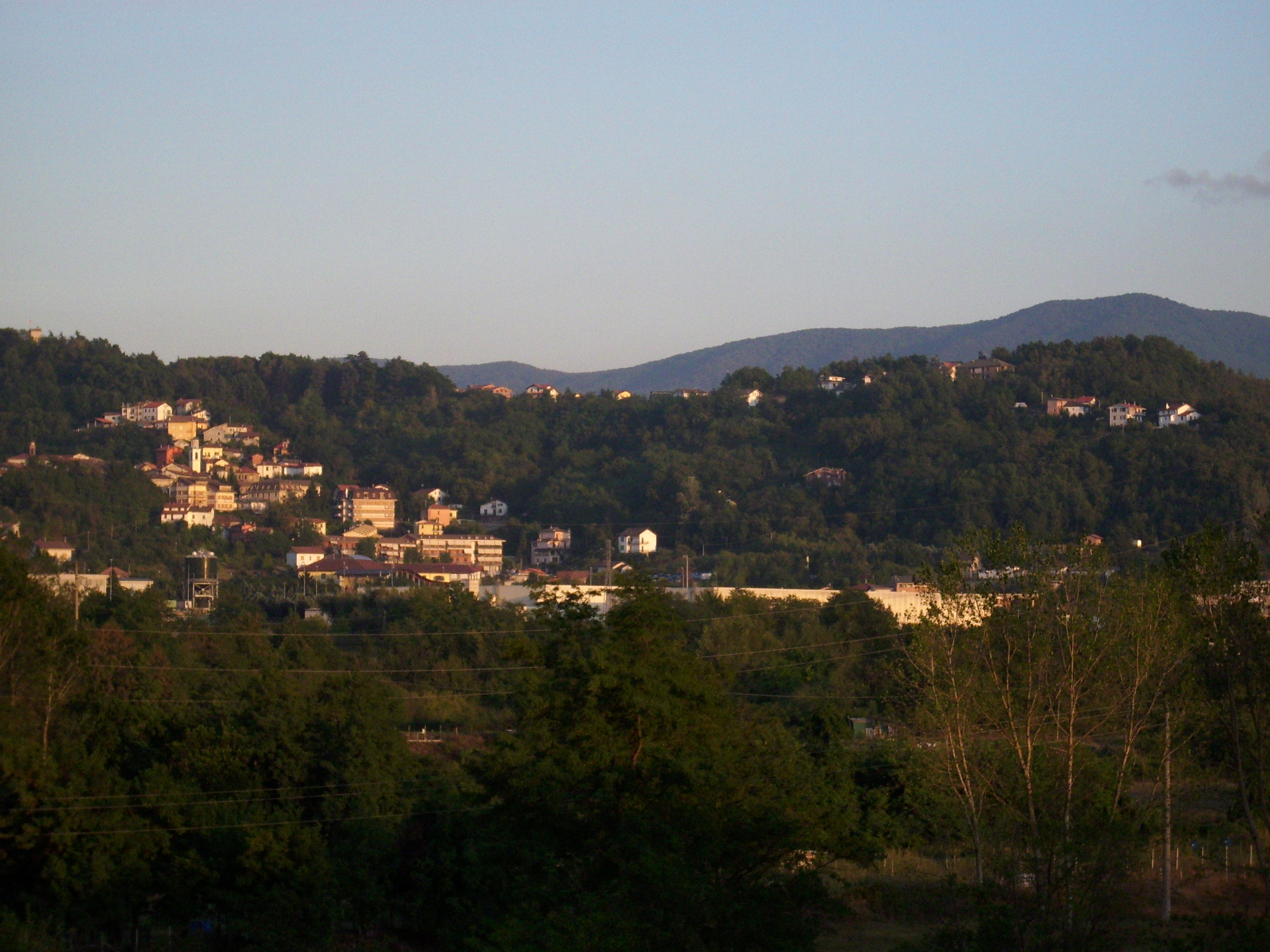
Vista del poble
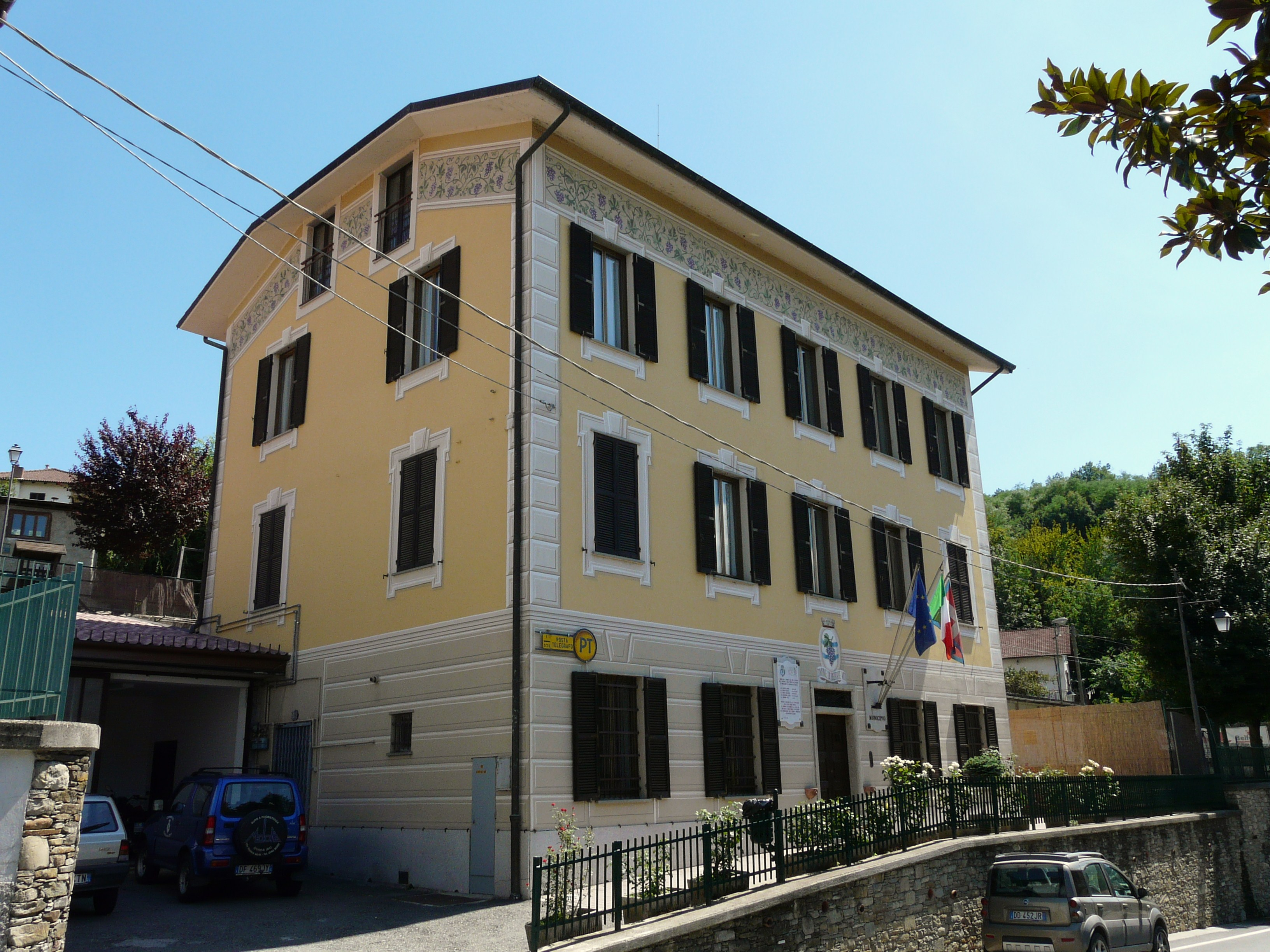
Ajuntament
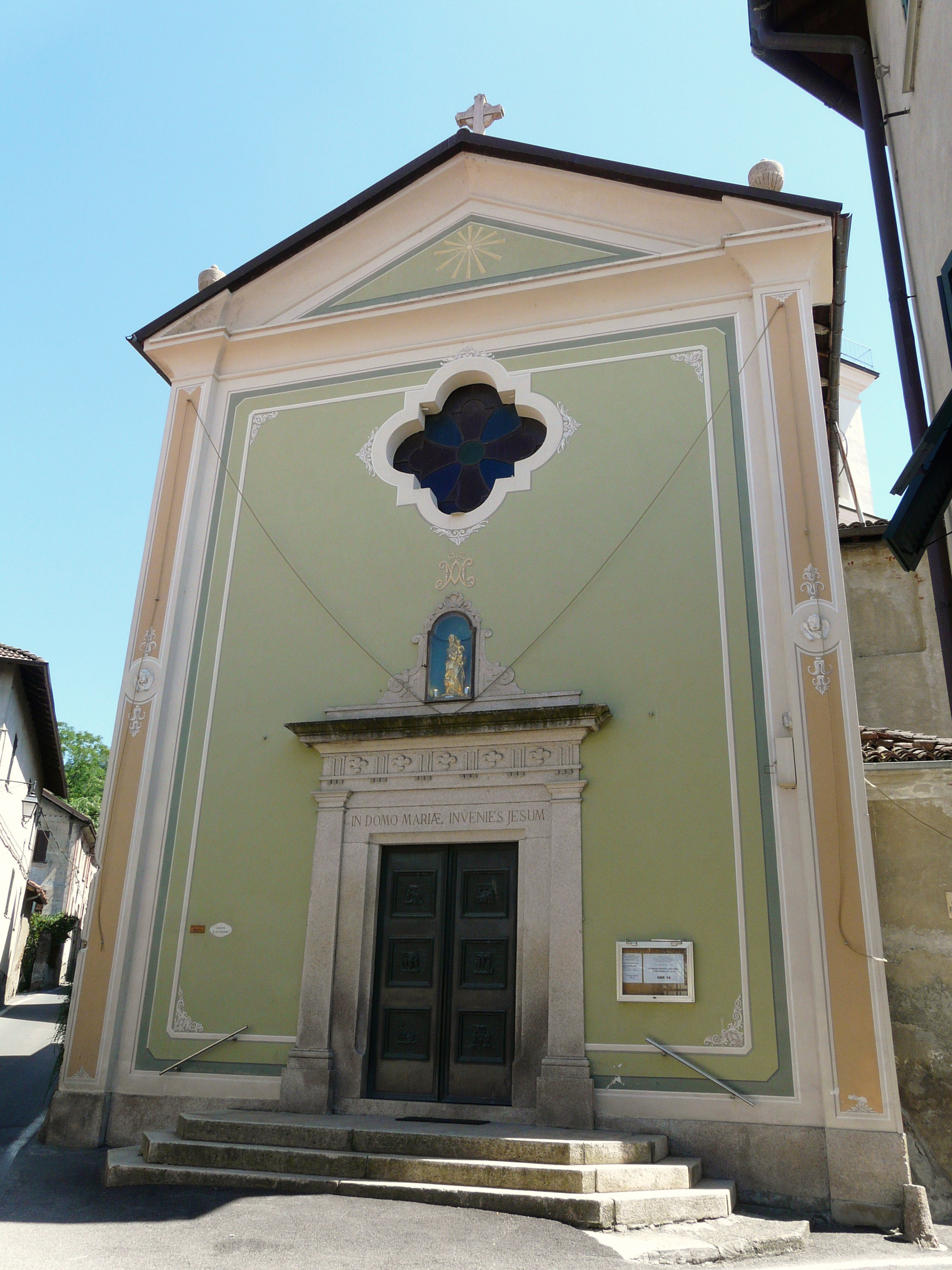
Església del Naixement de Maria
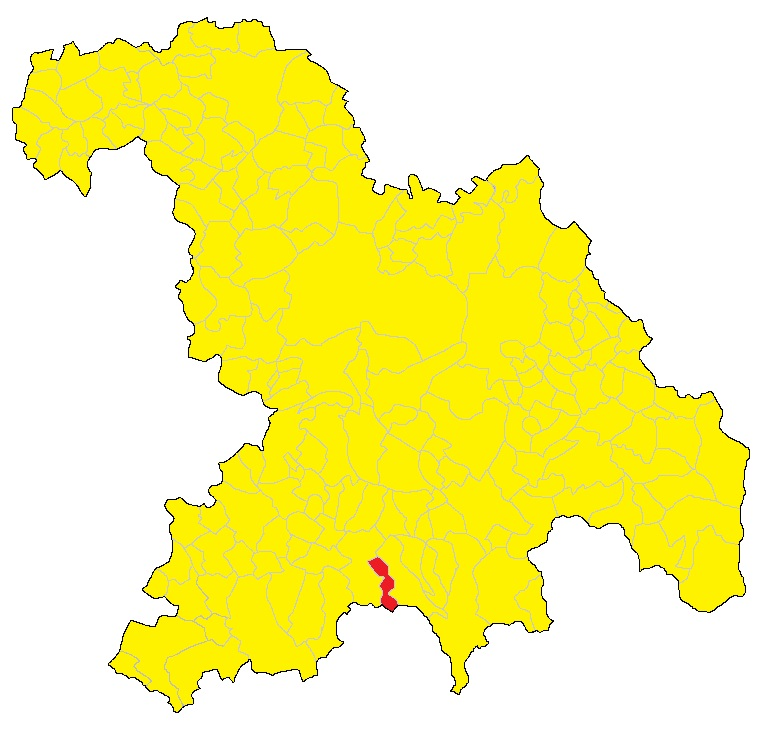
Localització del municipi de Belforte Monferrato a la prov. d'Alessandria (Piemont)